# Liste der denkmalgeschützten Objekte in Grein
Die Liste der denkmalgeschützten Objekte in Grein enthält die 23 denkmalgeschützten, unbeweglichen Objekte in Grein.

## Denkmäler
| Foto |                 | Denkmal                                                                                        | Standort                                      | Beschreibung | Metadaten |
| ---- | --------------- | ---------------------------------------------------------------------------------------------- | --------------------------------------------- | --- | --- |
| ja   | Datei hochladen | Haus St. Antonius, ehemaliges Franziskanerkloster und -kirche HERIS-ID: 21641 Objekt-ID: 17961 | Dampfschiffgasse 3 Standort KG: Grein         | Das Haus Antonius ist ein ehemaliges Franziskanerkloster nahe an der Donau und wird nach einer Sanierung seit 1997 für Glaubensveranstaltungen im Strudengau genutzt. Das Kloster war 1622 zum Zweck der Gegenreformation gegründet, am 29. Oktober 1784 von Kaiser Joseph II. aufgehoben und später als Amtsgebäude und Gefängnis genutzt worden. Bemerkenswert sind Fenster in flach profilierten Steinrahmungen, im Erdgeschoß ein ovales Ochsenaugenfenster in einem primitiven Holzrahmen sowie ein steinerner Türrahmen mit Oberlicht und originaler Holztüre aus der Zeit nach 1800. Im Obergeschoß befindet sich ein Teil des ehemaligen Konventganges (durchlaufende Tonne mit Kreuzgraten). Der Klostergarten verfügt über einen großen Brunnen in achteckiger Granitfassung. Der Kreuzgang ist abgewinkelt und verläuft um drei Seiten des Hofes. | BDA-Hist.: Q37863989 Status: Bescheid Stand der BDA-Liste: 2025-06-30 Name: Haus St. Antonius, ehem. Franziskanerkloster und - kirche GstNr.: .90, .91, 122/1, 122/2, 122/3 Former Franciscan monastery, Grein |
| ja   | Datei hochladen | Gigerlitzbrunnen HERIS-ID: 25319 Objekt-ID: 21744                                              | bei Donaulände 4 Standort KG: Grein           | Der Steinbrunnen vor der Donaufront des Stadtamtes wurde vom italienischen Steinmetzmeister Spozzi um 1636 errichtet. | BDA-Hist.: Q37892371 Status: § 2a Stand der BDA-Liste: 2025-06-30 Name: Gigerlitzbrunnen GstNr.: 59/1 |
| ja   | Datei hochladen | Villenanlage HERIS-ID: 21646 Objekt-ID: 17966                                                  | Donaulände 6 Standort KG: Grein               | Die frühhistoristische Villenanlage wurde 1860–1864 erbaut. Bis zum Bau der Uferstraße war sie dreigeschoßig, das ehemalige Erdgeschoß ist heute tiefergelegt. | BDA-Hist.: Q37864040 Status: Bescheid Stand der BDA-Liste: 2025-06-30 Name: Villenanlage GstNr.: .204, .205 |
| ja   | Datei hochladen | Friedhof christlich HERIS-ID: 22776 Objekt-ID: 19115                                           | gegenüber Friedhofstraße 5 Standort KG: Grein | Der Friedhof liegt am nordöstlichen Stadtrand und stammt in der heutigen Form aus dem Jahr 1841. | BDA-Hist.: Q37872502 Status: § 2a Stand der BDA-Liste: 2025-06-30 Name: Friedhof christlich GstNr.: .374, 203, .221, 529/2, 529/3, 529/4, 529/7, 529/8, 529/9 Friedhof Grein                                   |
| ja   | Datei hochladen | Schloss Greinburg HERIS-ID: 37930 Objekt-ID: 37360                                             | Greinburg 1 Standort KG: Grein                | Sie ist das Wahrzeichen der Stadt Grein und das älteste Wohnschloss Österreichs. Ihr heutiges Aussehen ist bestimmt von der spätmittelalterlichen Burganlage aus den Jahren 1488–1493 und den Umbauten aus dem 16. und 17. Jahrhundert. Hauptartikel: Schloss Greinburg | BDA-Hist.: Q2241286 Status: Bescheid Stand der BDA-Liste: 2025-06-30 Name: Schloss Greinburg GstNr.: .1 Greinburg                                                                                              |
| ja   | Datei hochladen | Meierhof HERIS-ID: 25316 Objekt-ID: 21741                                                      | Greinburg 2 Standort KG: Grein                | Die langgestreckte Dreiflügelanlage steht westlich des Schlosses Greinburg und stammt aus der zweiten Hälfte des 16. Jahrhunderts unter Verwendung älterer Substanz. | BDA-Hist.: Q37892338 Status: Bescheid Stand der BDA-Liste: 2025-06-30 Name: Meierhof GstNr.: .1, 1 Greinburg - Meierhof                                                                                        |
| ja   | Datei hochladen | Schulmeisterhaus, ehemaliges Mesnerhaus HERIS-ID: 37929 Objekt-ID: 37355                       | Hauptstraße 2 Standort KG: Grein              | Das ehemalige Schulmeister- bzw. Mesnerhaus befindet sich auf der Ostseite des Greiner Stadtplatzes und ist an den Kirchturm angebaut. Der zweigeschoßige spätgotische Bau mit Walmdach stammt aus der Zeit um 1500. | BDA-Hist.: Q37978053 Status: Bescheid Stand der BDA-Liste: 2025-06-30 Name: Schulmeisterhaus, ehemaliges Mesnerhaus GstNr.: .67                                                                                |
| ja   | Datei hochladen | Kath. Pfarrkirche Hl. Ägidius HERIS-ID: 21640 Objekt-ID: 17960                                 | Kirchenplatz 1 Standort KG: Grein             | Die Pfarrkirche Sankt Ägidius in Grein ist eine spätgotische, jedoch stark erneuerte Hallenkirche mit barockem Hochaltar aus dem Jahr 1749 mit einem Gemälde von Bartolomeo Altomonte. Die Kanzel mit den vier Kirchenvätern wurde 1679 von der Schlossherrin der Greinburg gestiftet. | BDA-Hist.: Q37863966 Status: § 2a Stand der BDA-Liste: 2025-06-30 Name: Kath. Pfarrkirche Hl. Ägidius GstNr.: .68 Sankt Ägidius (Grein)                                                                        |
| ja   | Datei hochladen | Pfarrhof HERIS-ID: 21642 Objekt-ID: 17962                                                      | Kirchenplatz 1 Standort KG: Grein             | Der zweigeschoßige Bau mit Satteldach befindet sich nordöstlich der Stadtpfarrkirche. | BDA-Hist.: Q37864003 Status: § 2a Stand der BDA-Liste: 2025-06-30 Name: Pfarrhof GstNr.: .69 |
| ja   | Datei hochladen | Wetterstation HERIS-ID: 22771 Objekt-ID: 19110                                                 | bei Kirchenplatz 1 Standort KG: Grein         | Die Wetterstation am Beginn der Hauptstraße in der Nähe des Greiner Stadtplatzes nördlich der Pfarrkirche wurde 1905 „aus Anlass des 25-jährigen Bestandes des Verschönerungs-Vereines Grein 1880–1905“ errichtet und 2002 saniert. | BDA-Hist.: Q37872471 Status: § 2a Stand der BDA-Liste: 2025-06-30 Name: Wetterstation GstNr.: 118, 880/33 Wetterstation Grein                                                                                  |
| ja   | Datei hochladen | Volksschule HERIS-ID: 21643 Objekt-ID: 17963                                                   | Kirchenplatz 3 Standort KG: Grein             | Am Standort befindet sich seit 1826 die Volksschule. Das Gebäude erhielt 1889 die heutige Form und wurde zu Beginn der 1970er-Jahre modernisiert. Nach der Hochwasserkatastrophe 2002 war eine gründliche Sanierung samt Umbau erforderlich. Während der Zugang vom Kirchenplatz den Eindruck eines eingeschoßigen Gebäudes vermittelt, zeigt sich in der Südansicht ein blockartiges, dreigeschoßiges Schulhaus. | BDA-Hist.: Q37864016 Status: § 2a Stand der BDA-Liste: 2025-06-30 Name: Volksschule GstNr.: .70 |
| ja   | Datei hochladen | Bildstock Blaues Kreuz HERIS-ID: 25322 Objekt-ID: 21747                                        | Kreuznerstraße 47 Standort KG: Grein          | Der Bildstock laut Erlass Ferdinands III trägt die Jahreszahl 1650 und erinnert an die Befreiung aus einer Kriegsnot: „Lob Preis Und Danckh Dem FridensGot Der Uns Hat Gfierdh Aus der KriegsNot Sigmundt Ludwig Graf Von Dietrich Sain 1650“ | BDA-Hist.: Q37892387 Status: § 2a Stand der BDA-Liste: 2025-06-30 Name: Bildstock Blaues Kreuz GstNr.: 650/9                                                                                                   |
| ja   | Datei hochladen | Wohnhaus, heute Landesmusikschule HERIS-ID: 22765 Objekt-ID: 19104                             | Schloßgasse 8 Standort KG: Grein              | Der zweigeschoßige Bau mit Satteldach und Fensterdekor am Fuß der Greinburg wurde 1893 erbaut. | BDA-Hist.: Q37872446 Status: § 2a Stand der BDA-Liste: 2025-06-30 Name: Wohnhaus, heute Landesmusikschule GstNr.: 77                                                                                           |
| ja   | Datei hochladen | Kalvarienberg mit Kalvarienbergkapelle HERIS-ID: 22772 Objekt-ID: 19111                        | Schwalleck Standort KG: Grein                 | Die Kalvarienbergkapelle enthält die künstlerisch bedeutsame Figurengruppe, die von Johann Worath um 1660 geschaffen wurde. Bei den Figuren handelt es sich um spätbarocke, lebensgroße Figuren des Gekreuzigten, der beiden Schächer sowie den drei Assistenzfiguren hll. Maria, Magdalena und Johannes. Der Kalvarienberg befand sich ursprünglich auf dem Klosterareal an der Klostermauer. Die Figuren gehörten nach der Aufhebung des Franziskanerklosters der Stadt Grein und waren später Teil des Kommunevermögens. Zu Beginn der 1960er-Jahre wurde der Kalvarienberg an der heutigen Stelle neu errichtet. | BDA-Hist.: Q37872490 Status: § 2a Stand der BDA-Liste: 2025-06-30 Name: Kalvarienberg mit Kalvarienbergkapelle GstNr.: 238/1                                                                                   |
| ja   | Datei hochladen | Bürgerhaus HERIS-ID: 21665 Objekt-ID: 17986                                                    | Stadtplatz 3 Standort KG: Grein               | Der dreigeschoßige Renaissancebau mit Schopfwalmdach wurde Ende des 16. Jahrhunderts erbaut. Im Erdgeschoß ist er mittels Segmentbögen geöffnet. | BDA-Hist.: Q37864091 Status: Bescheid Stand der BDA-Liste: 2025-06-30 Name: Bürgerhaus GstNr.: .51 |
| ja   | Datei hochladen | Ackerbürgerhaus HERIS-ID: 21666 Objekt-ID: 17987                                               | Stadtplatz 4 Standort KG: Grein               | Das Haus ist ein Anfang des 16. Jahrhunderts erbautes, breites Renaissancehaus mit Schopfwalmdach. Im Inneren befindet sich eine Durchfahrt mit Stichkappentonnen und Riemlingdecken mit Rüstbäumen (bez. 1570). | BDA-Hist.: Q37864109 Status: Bescheid Stand der BDA-Liste: 2025-06-30 Name: Ackerbürgerhaus GstNr.: .50 |
| ja   | Datei hochladen | Wohnhaus, ehem. Gasthaus Zum Goldenen Löwen HERIS-ID: 21667 Objekt-ID: 17988                   | Stadtplatz 5 Standort KG: Grein               | Das dreigeschoßige Doppelhaus stammt aus dem Anfang des 16. Jahrhunderts und weist Renaissanceelemente auf. Im Inneren befinden sich Riemlingdecken und Rüstbäumen. | BDA-Hist.: Q37864121 Status: Bescheid Stand der BDA-Liste: 2025-06-30 Name: Wohnhaus, ehem. Gasthaus Zum Goldenen Löwen GstNr.: .49/1                                                                          |
| ja   | Datei hochladen | Meggauer Brunnen HERIS-ID: 22770 Objekt-ID: 19109                                              | Stadtplatz Standort KG: Grein                 | Der Stadtbrunnen am historischen Stadtplatz von Grein wurde von den Greinern wegen dessen sozialem Engagement nach dem ehemaligen Besitzer der Greinburg, Leonhard Helfried von Meggau benannt und stammt aus dem Jahr 1872. | BDA-Hist.: Q37872460 Status: § 2a Stand der BDA-Liste: 2025-06-30 Name: Meggauer Brunnen GstNr.: 880/1 |
| ja   | Datei hochladen | Kaffeesiederei Blumensträußl HERIS-ID: 21668 Objekt-ID: 17989                                  | Stadtplatz 6 Standort KG: Grein               | In diesem ursprünglich spätgotischen und im 18. Jahrhundert barockisierten Gebäude befindet sich eine originale Holzbalkendecke aus dem Jahr 1642. Die Einrichtung ist im Stil der Biedermeierzeit gehalten. | BDA-Hist.: Q37864148 Status: Bescheid Stand der BDA-Liste: 2025-06-30 Name: Kaffeesiederei Blumensträußl GstNr.: .66 Kaffeesiederei Blumensträußl, Grein                                                       |
| ja   | Datei hochladen | Ehemaliges Rathaus, Stadttheater HERIS-ID: 22762 Objekt-ID: 19101                              | Stadtplatz 7 Standort KG: Grein               | In diesem Renaissancebau aus dem 16. Jahrhundert befand sich bis Mitte des 20. Jahrhunderts das Rathaus, nunmehr fungiert es als Museum. In diesem Gebäude befindet sich auch das Stadttheater von Grein. Dieses wurde 1790/91 erbaut und ist eine Sehenswürdigkeit von europäischer Bedeutung, das älteste im Originalzustand erhaltene bürgerliche Theater Mitteleuropas. | BDA-Hist.: Q112195578 Status: § 2a Stand der BDA-Liste: 2025-06-30 Name: ehem. Rathaus, Stadttheater GstNr.: .65 Old city hall in Grein                                                                        |
| ja   | Datei hochladen | Inschrifttafel Kaiser Franz Josef Jubiläums-Straße HERIS-ID: 25323 Objekt-ID: 21748            | Standort KG: Grein                            | Die Tafel erinnert an den Bau einer Straße von Grein in das Hinterland, die 1898 von der Stadt Grein, den Gemeinden Dimbach und Sankt Georgen am Walde, der oberösterreichischen Landesvertretung und zahlreichen Interessenten errichtet worden ist. | BDA-Hist.: Q37892405 Status: § 2a Stand der BDA-Liste: 2025-06-30 Name: Inschrifttafel Kaiser Franz Josef Jubiläums-Straße GstNr.: 224/17                                                                      |
| ja   | Datei hochladen | Wasserwerk HERIS-ID: 25318 Objekt-ID: 21743                                                    | Kaiser-Friedrich-Straße Standort KG: Panholz  | Das Wasserwerk befindet sich nordöstlich des Stadtgebietes von Grein. Es ist ein späthistoristischer Bau aus dem Ende des 19. Jahrhunderts mit hohem Kranzgesims und einem Portal, das von mächtigen Halbsäulen eingerahmt wird. | BDA-Hist.: Q37892355 Status: § 2a Stand der BDA-Liste: 2025-06-30 Name: Wasserwerk GstNr.: 48/2 |
| ja   | Datei hochladen | 6 Viadukte HERIS-ID: 111983 Objekt-ID: 130022seit 2013                                         | Standort siehe Beschreibung KG: Grein         | Die Viadukte der Donauuferbahn überqueren donauabwärts die Friedhofstraße sowie die Feldgasse, den Greinerbach und die Greinerbachstraße (Lage), die Jubiläumsstraße (Lage), die Greiner Straße (B119) (Lage), die Greinerwaldstraße (L573) und den Kreuznerbach (Lage, 5-bogig, 16 m hoch, 70 m lang, 2016 generalsaniert), und den Gießenbach (Lage, teilweise bereits in der Katastralgemeinde Struden von St. Nikola an der Donau.) | BDA-Hist.: Q37828024 Status: Bescheid Stand der BDA-Liste: 2025-06-30 Name: 6 Viadukte GstNr.: 1055/3, 1055/4, 1014/5, 1014/7, 894/2, 895/2, 895/4, 895/5, 895/6, 895/10, 895/11 Viaducts in Grein             |